# Klaus Schreiner (Historiker)
Klaus Schreiner (* 22. April 1931 in Jagstfeld; † 28. Juni 2015 in München) war ein deutscher Historiker. Er hatte von 1976 bis zu seiner Emeritierung 1996 den Lehrstuhl für Allgemeine Geschichte und Geschichte des Mittelalters an der Universität Bielefeld inne.

## Leben und Wirken
Klaus Schreiner wurde 1961 an der Universität Tübingen promoviert mit der Arbeit Sozial- und standesgeschichtliche Untersuchungen zu den Benediktinerkonventen im östlichen Schwarzwald. In einer vergleichenden Untersuchung behandelte er dabei die Benediktinerkonvente Hirsau, Reichenbach, Kniebis, Alpirsbach und St. Georgen. Schreiner beabsichtigte die Wandlungen des ständischen Gefüges in den fünf Benediktinerkonventen vom 11. bis zum 16. Jahrhundert zu klären. Die landesgeschichtliche Untersuchung und der methodische Ansatz wurden von seinem Lehrer Hansmartin Decker-Hauff angeregt. Schreiners Habilitation erfolgte 1969 an der Universität Tübingen mit der Arbeit „De nobilitate“. Begriff, Ethos und Selbstverständnis des Adels im Spiegel spätmittelalterlicher Adelstraktate. Die Arbeit blieb ungedruckt.
Seit 1973 war Schreiner außerplanmäßiger Professor für Geschichtliche Landeskunde und Historische Hilfswissenschaften sowie stellvertretender Direktor des „Instituts für Geschichtliche Landeskunde und Historische Hilfswissenschaften“ der Universität Tübingen. Dabei stand das benediktinische Mönchtum im Zentrum des Forschungsinteresses. Von 1976 bis zu seiner Emeritierung 1996 lehrte er als ordentlicher Professor für mittelalterliche Geschichte an der Universität Bielefeld. Bedeutende akademische Schüler Schreiners sind unter anderem Jörg Rogge, Gabriela Signori und Gerd Schwerhoff. Einen Ruf nach Tübingen lehnte er im Jahre 1982 ab. Schreiner war Forschungsstipendiat des Historischen Kollegs (1987/1988), Fellow des Wissenschaftskollegs zu Berlin (1993/1994) und Fellow des Institute for Advanced Study in Princeton (1995/1996). Schreiner war seit 1986 ordentliches Mitglied und seit 2006 korrespondierendes Mitglied der Historischen Kommission für Westfalen. Im Sommersemester 1999 war er Inhaber der Otto-von-Freising-Gastprofessur an der Katholischen Universität Eichstätt-Ingolstadt. Im Jahr 2003 erhielt er für seine Verdienste um die Erforschung der Geschichte Oberschwabens den „Friedrich Schiedel Wissenschaftspreis zur Geschichte Oberschwabens“. Nach der Emeritierung zog Schreiner nach München. Dort starb er 2015 im Alter von 84 Jahren.
Schreiner veröffentlichte zahlreiche Studien zur Kultur- und Sozialgeschichte mittelalterlicher Frömmigkeit. Weitere Forschungsschwerpunkte waren das Mönchtum, die Begriffs- und Mentalitätsgeschichte, die Bildungs- und Wissensgeschichte, rituelle und symbolische Verhaltensformen (symbolische Kommunikation), die Wirkung und Rezeption des Mittelalters in der Moderne, die Geschichtsschreibung und Hagiographie sowie die historische Ikonographie. In mehreren Arbeiten etwa zum Kuss oder zur Barfüßigkeit hat Schreiner die Bedeutungen und Botschaften dieser symbolischen Handlungen zu entschlüsseln versucht. Schreiner legte 1994 eine Studie zu Maria vor. Sein Ziel war es, „lebensweltliche Bezüge von Religion kenntlich und anschaulich zu machen“. In seiner Zusammenschau kam er zum Fazit: „Keine andere Frau hat durch die Kraft ihrer Symbolik das Glauben, Denken und Fühlen der abendländischen Christenheit maßgeblicher und nachhaltiger geprägt als Maria“. Im Jahr 2003 veröffentlichte er einen Überblick über kunstgeschichtliche, soziologische und politische Aspekte der Marienverehrung. Anlässlich seines 80. Geburtstages wurden von Ulrich Meier, Gabriela Signori und Gerd Schwerhoff sechs Aufsätze aus den Jahren 1996 bis 2004 zum Themenbereich der symbolischen Kommunikation zusammengestellt und herausgegeben.

## Schriften
Ein Schriftenverzeichnis findet sich in Klaus Schreiner: Rituale, Zeichen, Bilder. Formen und Funktionen symbolischer Kommunikation im Mittelalter. Herausgegeben von Ulrich Meier, Gabriela Signori, Gerd Schwerhoff (= Norm und Struktur. Bd. 40). Böhlau, Köln u. a. 2011, ISBN 978-3-412-20737-3, S. 323–342 und in der posthumen Online-Veröffentlichung der Habilitationsschrift 2021 (bearbeitet von Ulrich Meier): http://nbn-resolving.de/urn:nbn:de:0070-pub-29537584.
Monographien
- Sozial- und standesgeschichtliche Untersuchungen zu den Benediktinerkonventen im östlichen Schwarzwald (= Veröffentlichungen der Kommission für Geschichtliche Landeskunde in Baden-Württemberg. Reihe B: Forschungen. Bd. 31, ISSN 0521-9884). Kohlhammer, Stuttgart 1964 (Zugleich: Tübingen, Univ., Diss., 1961).
- Disziplinierte Wissenschaftsfreiheit. Gedankliche Begründung und geschichtliche Praxis freien Forschens, Lehrens und Lernens an der Universität Tübingen (1477–1945) (= Contubernium. Bd. 22). Mohr, Tübingen 1981, ISBN 3-16-444453-2.
- „Sakrale Herrschaft“ und „Heiliger Krieg“. Kaisertum, Kirche und Kreuzzug im Spiegel der spätmittelalterlichen Heinrichstafel (= Unterricht in Westfälischen Museen. Bd. 18). Landesbildstelle Westfalen – Referat für Museumspädagogik, Münster 1985, ISBN 3-923432-18-6.
- Mönchsein in der Adelsgesellschaft des hohen und späten Mittelalters. Klösterliche Gemeinschaftsbildung zwischen spiritueller Selbstbehauptung und sozialer Anpassung (= Schriften des Historischen Kollegs. Vorträge. Bd. 20). München 1989 (Digitalisat).
- Hirsau. St. Peter und Paul. 1091–1991. Teil 2: Geschichte, Lebens- und Verfassungsformen eines Reformklosters (= Forschungen und Berichte der Archäologie des Mittelalters in Baden-Württemberg. Bd. 10, 2). Theiss, Stuttgart 1991, ISBN 3-8062-0902-2.
- Maria. Jungfrau, Mutter, Herrscherin. Hanser, München u. a. 1994, ISBN 3-446-17831-7.
- mit Clemens Kasper: Zisterziensische Spiritualität. Theologische Grundlagen, funktionale Voraussetzungen und bildhafte Ausprägungen im Mittelalter (= Studien und Mitteilungen zur Geschichte des Benediktinerordens und seiner Zweige. Ergänzungsbd. 34). Eos-Verlag, St. Ottilien 1994, ISBN 3-88096-729-6.
- „Nimm lies“. Augustinus als Vorbild (exemplar) und Regel (regula) klösterlicher Buch- und Lesekultur im späten Mittelalter (= Schriftenreihe der Akademie der Augustiner-Chorherren von Windesheim. Bd. 3). Augustiner-Chorherren, Paring 1998, ISBN 3-9805469-3-4.
- Maria. Leben, Legenden, Symbole (= Beck'sche Reihe. C.-H.-Beck-Wissen. Bd. 2313). Beck, München 2003, ISBN 3-406-48013-6.
- Schwäbische Barockklöster. Glanz und Elend klösterlicher Gemeinschaften, Fink, Lindenberg 2003, ISBN 3-89870-114-X.
- Lebens- und Verfassungsformen eines Schwarzwaldklosters (= Calw – Geschichte einer Stadt: Hirsau. Bd. 1). Stadtarchiv u. a., Calw 2005, ISBN 3-9809615-5-9.
- Rituale, Zeichen, Bilder. Formen und Funktionen symbolischer Kommunikation im Mittelalter (= Norm und Struktur. Bd. 40). Böhlau, Köln 2011, ISBN 978-3-412-20737-3.

Aufsatzsammlung
- Gemeinsam leben. Spiritualität, Lebens- und Verfassungsformen klösterlicher Gemeinschaften in Kirche und Gesellschaft des Mittelalters (= Vita regularis. Abhandlungen. Bd. 53), Lit-Verlag, Berlin/Münster 2013, ISBN 978-3-643-12177-6 (bündelt dreizehn Abhandlungen Klaus Schreiners aus den Jahren 1982 bis 2009).

Herausgeberschaften
- zusammen mit Elisabeth Müller-Luckner: Laienfrömmigkeit im späten Mittelalter. Formen, Funktionen, politisch-soziale Zusammenhänge (= Schriften des Historischen Kollegs, Kolloquien. Bd. 20). Oldenbourg, München 1992, ISBN 3-486-55902-8 (Digitalisat).
- zusammen mit Norbert Schnitzler: Gepeinigt, begehrt, vergessen. Symbolik and Sozialbezug des Körpers im späten Mittelalter und in der frühen Neuzeit. Fink, München 1992, ISBN 3-7705-2774-7.
- zusammen mit Jürgen Miethke: Sozialer Wandel im Mittelalter. Wahrnehmungsformen, Erklärungsmuster, Regelungsmechanismen. Thorbecke, Sigmaringen 1994, ISBN 3-7995-4235-3.
- zusammen mit Reinhart Koselleck: Bürgerschaft. Rezeption und Innovation der Begrifflichkeit vom Hohen Mittelalter bis ins 19. Jahrhundert (= Sprache und Geschichte. Bd. 22). Klett-Cotta, Stuttgart 1994, ISBN 3-608-91657-1.
- zusammen mit Ulrich Meier: Stadtregiment und Bürgerfreiheit. Handlungsspielräume in deutschen und italienischen Städten des Späten Mittelalters und der Frühen Neuzeit (= Bürgertum. Bd. 7). Vandenhoeck und Ruprecht, Göttingen 1994, ISBN 3-525-35672-2.
- zusammen mit Gerd Schwerhoff: Verletzte Ehre. Ehrkonflikte in Gesellschaften des Mittelalters und der Frühen Neuzeit (= Norm und Struktur. Studien zum sozialen Wandel in Mittelalter und Früher Neuzeit. Bd. 5). Böhlau, Köln u. a. 1995, ISBN 3-412-09095-6.
- zusammen mit Clemens M. Kasper: Viva vox und ratio scripta. Mündliche und schriftliche Kommunikationsformen im Mönchtum des Mittelalters (= Vita regularis. Bd. 5). Lit, Münster 1997, ISBN 3-8258-2950-2.
- zusammen mit Gabriela Signori: Bilder, Texte, Rituale. Wirklichkeitsbezug und Wirklichkeitskonstruktion politisch-rechtlicher Kommunikationsmedien in Stadt- und Adelsgesellschaften des späten Mittelalters (= Zeitschrift für historische Forschung. Beiheft 24). Duncker und Humblot, Berlin 2000, ISBN 3-428-10313-0.
- Märtyrer, Schlachtenhelfer, Friedenstifter. Krieg und Frieden im Spiegel mittelalterlicher und frühneuzeitlicher Heiligenverehrung (= Otto-von-Freising-Vorlesungen der Katholischen Universität Eichstätt. Bd. 18). Leske + Budrich, Opladen 2000, ISBN 3-8100-2446-5.
- zusammen mit Marc Müntz: Frömmigkeit im Mittelalter. Politisch-soziale Kontexte, visuelle Praxis, körperliche Ausdrucksformen. Fink, München 2002, ISBN 3-7705-3625-8.
- zusammen mit Elisabeth Müller-Luckner: Heilige Kriege. Religiöse Begründungen militärischer Gewaltanwendung: Judentum, Christentum und Islam im Vergleich (= Schriften des Historischen Kollegs. Kolloquien. Bd. 78). Oldenbourg, München 2008, ISBN 978-3-486-58848-4 (Digitalisat).